# Монцоро
Монцоро је насеље у Италији у округу Милано, региону Ломбардија.
Према процени из 2011. у насељу је живело 891 становника. Насеље се налази на надморској висини од 130 м.